# Ali Baba und die vierzig Räuber (Märchen)

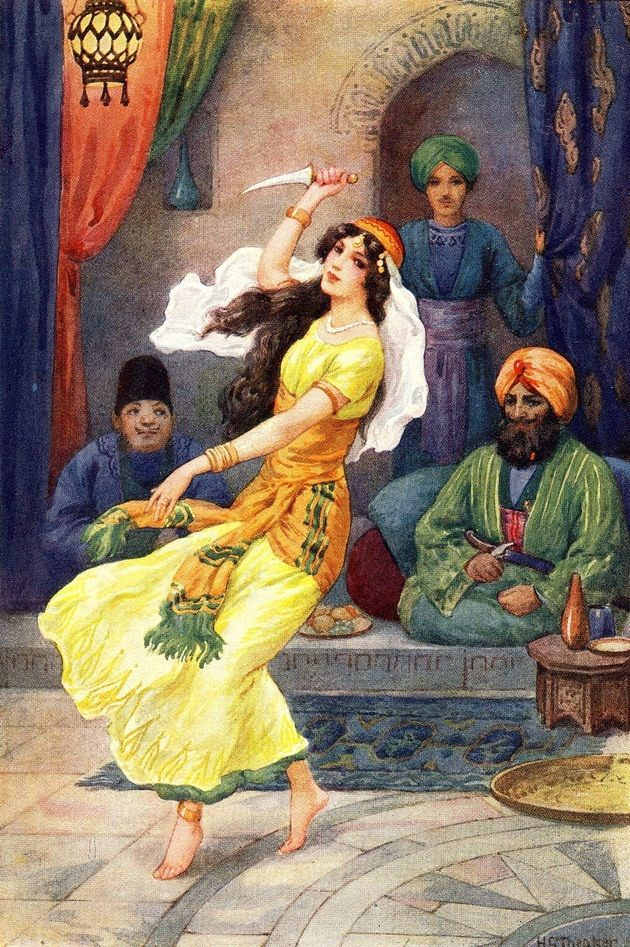
Mardschana, die eigentliche Heldin des Märchens.

Ali Baba und die vierzig Räuber (arabisch علي بابا والأربعون لصا Ali Baba wal arba'in lisa) ist eines der berühmtesten Märchen aus den Geschichten aus Tausendundeiner Nacht. In der Arabian Nights Encyclopedia wird sie als ANE 353 gelistet (→ Tausendundeine Nacht – Liste der Geschichten).
In der Geschichte trifft der einfache Holzhacker Ali auf eine Räuberbande, die eine mystische Höhle als Versteck benutzt. Die Schätze, die er dort findet, bringen seiner Familie Gefahren, vor denen die Sklavin Mardschana ihn rettet.

## Handlung

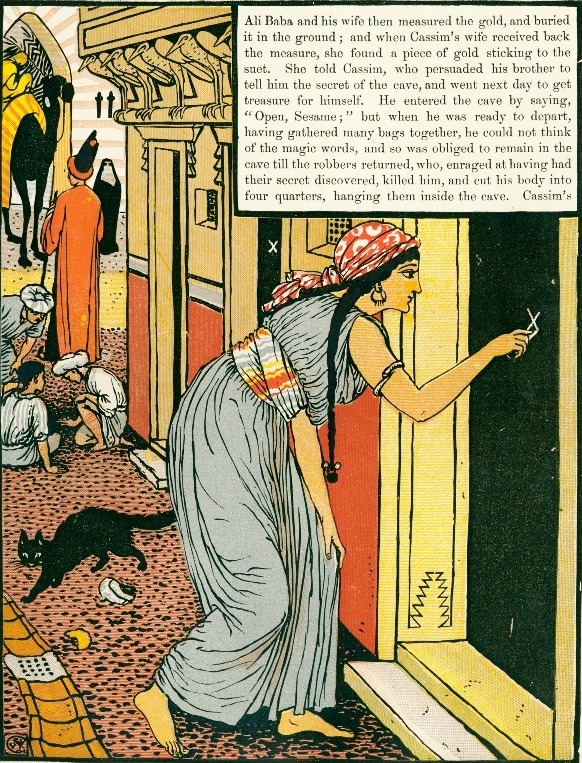
Mardschana durchkreuzt den Plan der Räuber.

In einer Stadt in Persien lebten zwei Brüder namens Qassim und Ali Baba. Ihr Vater hatte ihnen nur wenig Besitz hinterlassen, den sie gleichmäßig unter sich aufgeteilt hatten. Qassim heiratete eine Frau, die bald nach ihrer Hochzeit wohlhabend erbte, wodurch sie ein reiches, komfortables Leben genossen und auch eine Sklavin namens Mardschana besaßen. Ali Baba hingegen lebte mit seiner Frau und seinem Sohn Muhammad in Armut und verdiente sich seinen Lebensunterhalt mit Holz, das er im Walde schlug. Eines Tages, als Ali Baba wieder einmal im Wald war, entdeckte er in der Ferne eine große Staubwolke, die auf eine Reiterschar hindeutete. In Furcht davor, dass es sich um Diebe handeln könnte, versteckte er sich. Die Reiter waren tatsächlich Räuber und ritten zu einem großen Felsen, wo ihr Anführer plötzlich „Sesam, öffne dich!“ rief, woraufhin der Fels den Eingang zu einer Höhle freigab. Ali Baba blieb in seinem Versteck, bis die Räuber wieder herauskamen und der Hauptmann rief: „Sesam, schließe dich!“ Die Reiter stoben davon und Ali Baba kam aus seinem Versteck heraus. Nun stellte er sich selbst vor den Felsen, wiederholte die Worte, die den Eingang freigaben, und trat in die Höhle ein, wo so viele Schätze lagen, dass es ihm erschien, dass man sie über Jahrhunderte gesammelt haben musste. Ali Baba nahm einen Teil der in Säcke gepackten Goldmünzen und kehrte nach Hause zurück, wo er den Schatz seiner Frau präsentierte, sie jedoch beschwor, niemandem davon zu erzählen.
Durch eine Unachtsamkeit seiner Frau erfuhr jedoch Ali Babas Schwägerin von dem Schatz und auch ihr Mann Qassim, der dann seinen Bruder Ali Baba erpresste, bis dieser ihm verriet, wo der Schatz lag und wie man in die Höhle gelangen konnte. Qassim zog zum Felsen, sprach die öffnenden Worte, ging hinein, sprach die den Eingang wieder schließenden Worte und machte sich über den Schatz her, um einen Teil von ihm fortzuschaffen. Doch vergaß er die Parole, mit der der Eingang geöffnet wurde. Er sagte nicht „Sesam, öffne dich“, sondern stattdessen „Gerste, öffne dich“. Deshalb war er nun in der Höhle gefangen. Die  später zurückkehrenden Räuber töteten ihn mit dem Säbel, vierteilten seine Leiche und hängten sie als Warnung an künftige Diebe in der Höhle auf. Qassims Frau sorgte sich, als ihr Mann nicht nach Hause kam, und informierte Ali Baba, der in der Höhle nachsah und dort die Überreste seines Bruders vorfand, abnahm und zurückbrachte. Mit Hilfe der Sklavin Mardschana ließ er die Leiche seines Bruders wieder zusammenflicken, waschen und mit allen islamischen Ritualen bestatten, ohne dass jemand erfuhr, wie und wo sein Bruder gestorben war. Qassims Witwe bot er die Ehe an, die diesen Vorschlag dankbar annahm und seine Zweitfrau wurde.
Dass Qassims Leiche fehlte, zeigte indes den Räubern, dass jemand das Geheimnis ihrer Höhle herausgefunden hatte. Sie schickten einen Spion in die Stadt, der sich dort umhörte und das Haus Ali Babas ausfindig machte. Um es zu kennzeichnen, machte der Spion mit Kreide ein Kreuz an das Haus und kehrte zur Bande zurück. In Gruppen von je zwei bis drei Personen aufgeteilt, sollten die Räuber dann die Stadt infiltrieren, um Ali Baba zu ergreifen. Die kluge Mardschana bemerkte das Kreuz und machte auch an die Nebenhäuser Kreuze, sodass man das ihre nicht mehr ausfindig machen konnte. Die Räuber mussten so ihren Überfall abblasen; der unzuverlässige Spion wurde aufgrund des Fehlschlags hingerichtet. Ein neuer Spion wurde geschickt, der wieder die Informationen einholte und dieses Mal Rötel am Haus anbrachte. Doch als Mardschana dies bemerkte, machte sie auch dieses Zeichen an die anderen Häuser. Wieder mussten die Räuber den Angriff abbrechen, und auch der zweite Spion verlor sein Leben.

Dann übernahm der Räuberhauptmann selbst die Aufgabe und prägte sich das Haus so gut ein, dass er es nicht verfehlen würde. Seine Bande brachte er versteckt in großen ledernen Ölschläuchen auf Eseln in die Stadt. Dort wandte sich der Hauptmann verkleidet an Ali Baba und bat ihn, über Nacht seine Ölschläuche bei ihm lassen zu dürfen, die er am nächsten Tag auf den Markt bringen wolle. Ali Baba stimmte zu und bewirtete den Gast, die Gefahr nicht ahnend. Durch einen Zufall erkannte Mardschana, dass die Räuber in den Ölschläuchen waren, woraufhin sie Öl zum Dampfen brachte und in die Ölschläuche einließ, so dass die Räuber erstickten. Der Hauptmann flüchtete, als er den Tod aller seiner Kameraden feststellte. Als Ali Baba von Mardschana erfuhr, dass sie ihm das Leben gerettet hatte, schenkte er der Sklavin die Freiheit, behielt sie aber noch in seinem Haus.

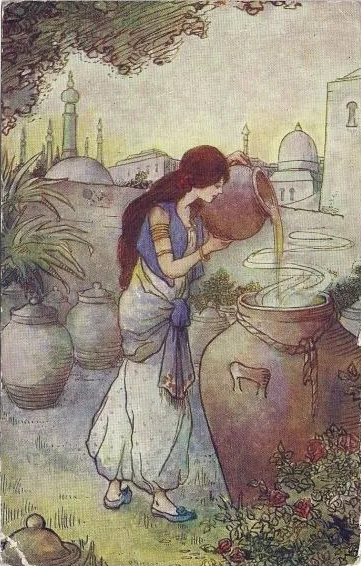
Mardschana tötet die Räuber.

Vom Rachedurst getrieben, kehrte der Hauptmann in Gestalt eines fremden Kaufmanns namens Chogia Hussain jedoch in die Stadt zurück und eröffnete einen Laden, wo er Kontakt zu Ali Babas Sohn Muhammad aufnahm, der ihn schließlich ins Haus seines Vaters zum Abendessen einlud. Chogia Hussain trachtete danach, Ali Baba, der ihn nicht erkannte, mit einem Dolch zu ermorden, doch Mardschana erkannte ihren Feind wieder und heckte einen neuen Plan aus. Sie zog ein anmutiges Tanzkostüm an und versteckte darin einen Dolch. Nachdem sie ekstatisch getanzt hatte, nutzte sie einen Augenblick der Unachtsamkeit und tötete Chogia Hussain mit einem Stich ins Herz, wodurch sie Ali Baba zum zweiten Mal das Leben rettete.
Ali Baba verheiratete daraufhin Mardschana mit seinem Sohn. Nachdem er zu dem Schluss kam, dass die ganze Räuberbande vernichtet sein musste, kehrte er in die Höhle zurück und nahm den Rest der Schätze an sich. Seit dieser Zeit geben die Nachkommen Ali Babas das Geheimnis der Höhle und des „Sesam öffne dich“ an die nächste Generation weiter.

## Wissenswertes

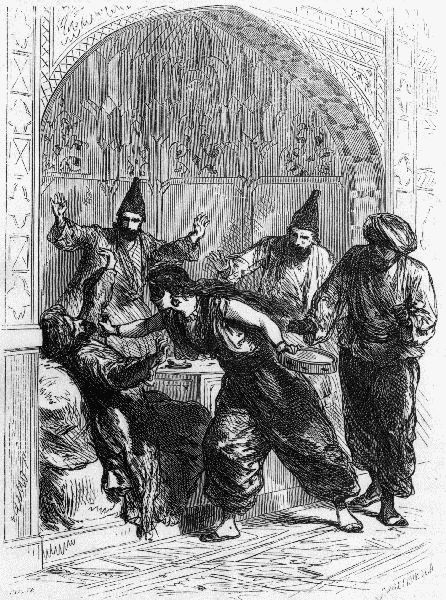
Mardschana tötet den Anführer der vierzig Räuber.

Die Erzählung ist in der ältesten arabischen Fassung der Geschichtensammlung (sog. Galland-Handschrift, die mit der 282. Nacht endet) nicht enthalten, sondern wurde durch den französischen Orientalisten Antoine Galland in dessen neu erstellte, erweiterte Fassung aufgenommen. Galland gab in seinem Tagebuch an, die Geschichte 1709 in Paris von Hanna Diyab, einem aus Syrien stammenden Geschichtenerzähler, gehört zu haben.
Die Zahl 40 steht im Orient als Begriff für „viel“ oder „viele“ und nicht für eine exakte Anzahl. Auch in der Bibel erscheint diese Zahl immer wieder. In den deutschen Sprachgebrauch eingegangen ist die Zauberformel „Sesam, öffne dich!“ (arabisch إفتح يا سمسم iftah ya simsim), mit der eine Schatzkammer zu öffnen ist.
Auffällig ist die Ähnlichkeit zum Märchen Simeliberg (ATU 954) in der Sammlung der Kinder- und Hausmärchen der Brüder Grimm (KHM 142), in dem es heißt: „Berg Semsi, Berg Semsi, tu dich auf.“

## Rezeption

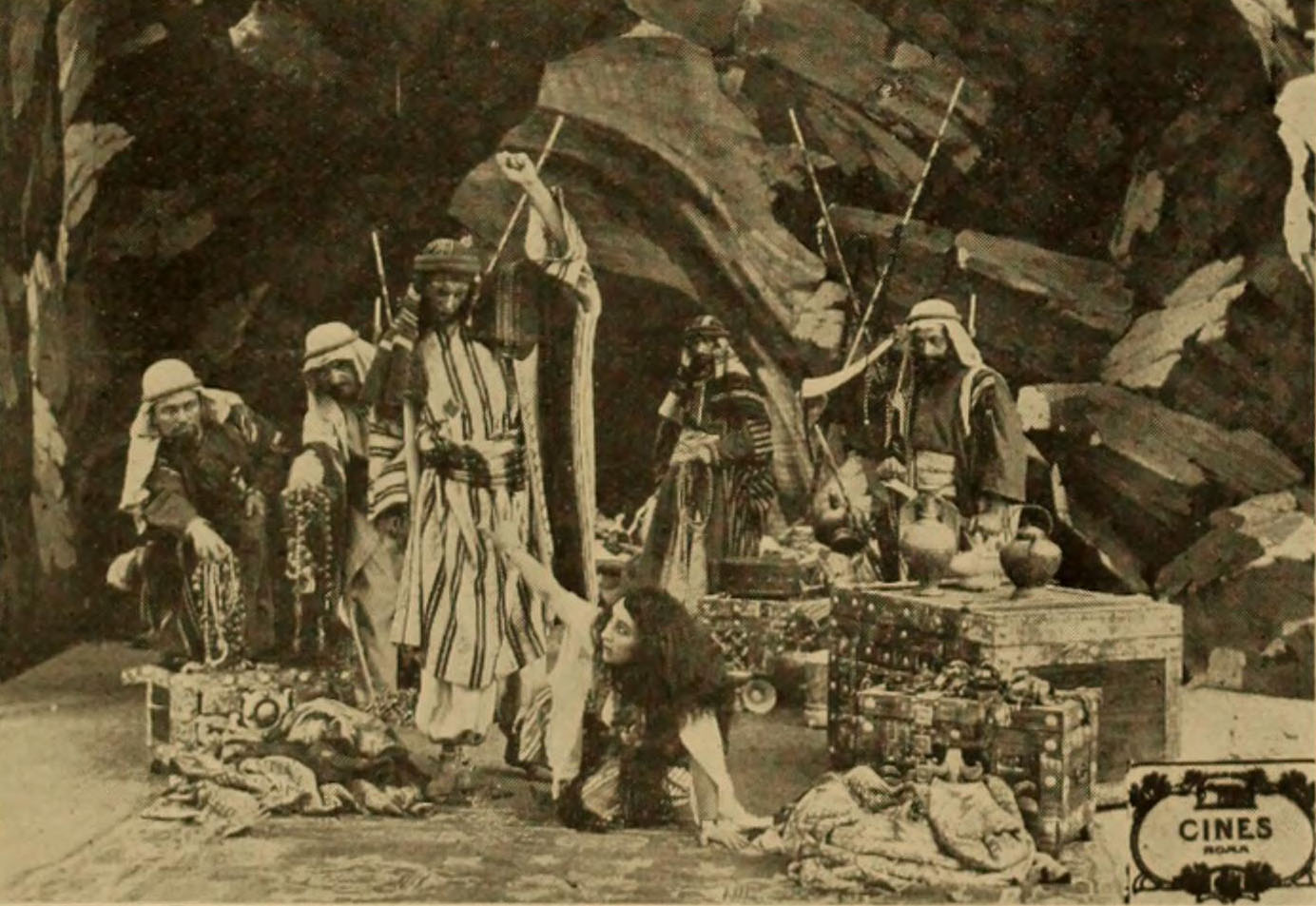
Filmszene, 1911.

Die Geschichte von Ali Baba und den vierzig Räubern hat die europäische Kultur in vielfacher Weise beeinflusst. Das Motiv wurde beispielsweise von Johann Strauss in der Operette Indigo und die 40 Räuber aufgegriffen, es wurde in Dramen beschrieben und in diversen Filmen verarbeitet. Auch in der Bildenden Kunst taucht es auf, so zunächst in den Illustrationen zu den verschiedenen Ausgaben von Tausendundeine Nacht, aber auch bei Max Slevogt und Arik Brauer. Ernesto Lecuona komponierte 1929 die Rumba Ali Baba als Teil seiner Zarzuela Alma de Raza. Die Comedian Harmonists spielten dieses Lied am 28. Oktober 1933 mit französischem Text von André Tabet und Robert Champfleury auf Schellackplatte ein. Von Selman Ada stammt die Märchenoper in zwei Akten Ali baba ve kırk haramiler (TR 1991). Auch die Punkband Dritte Wahl veröffentlichte 2021 ein Lied namens Ali Baba.
Die Geschichte war Vorlage für viele Filme sowie für das Musical Chu-Chin-Chow (1916), das 1934 verfilmt wurde.

### Film und Fernsehen (Auswahl)
- 1911: Ali Baba, Italien, von Enrico Guazzoni mit Emilio Ghione als Ali Baba.[10][11]
- 1922: Ali Baba et les quarante voleurs, Frankreich, Kurzfilm.[12]
- 1923: Chu-Chin-Chow, Großbritannien.
- 1934: Chu-Chin-Chow, Großbritannien.
- 1936: Chu-Chin-Chow, Großbritannien.
- 1945: Chu-Chin-Chow, USA.
- 1944: Ali Baba ve Kirk Haramiler, Türkei.
- 1944: Ali Baba und die vierzig Räuber, USA – Der Film bedient sich nur einzelner Versatzstücke aus der literarischen Vorlage und fügt diese in eine neue Geschichte über die mongolische Eroberung Bagdads ein; die Hauptfiguren haben außer den Namen nichts mit der Vorlage gemein; die Räuber sind nicht die Antagonisten, sondern Weggefährten des Ali Baba und er selbst Anführer der Räuber.
- 1952: Der Sohn von Ali Baba, USA.
- 1953: Ali Baba und die vierzig Räuber, USA.
- 1954: Ali Baba (Ali Baba et les quarante voleurs), Frankreich, von Jacques Becker mit Fernandel als Ali Baba, Samia Gamal als Mardschana und Dieter Borsche als Räuberhauptmann.
- 1957: Ali Baba Bunny, USA, Zeichentrickfilm.
- 1980: Ali Baba und die 40 Räuber, UdSSR/Indien.
- 1993: Ali Baba, USA, Zeichentrickfilm.[13]
- 2000: Arabian Nights – Abenteuer aus 1001 Nacht, Binnenerzählung im Film.
- 2007: Ali Baba und die 40 Räuber, Frankreich, zweiteiliger Fernsehfilm, der sich – von einer neuen Rahmengeschichte umgeben – inhaltlich eng an die literarische Vorlage hält.

### Hörspiele
- 1972: Ali Baba und die vierzig Räuber, Buch und Regie: Kurt Vethake.[14]

### Videospiele
- 2023: Assassin’s Creed Mirage – Hier erlebt der Spieler die Geschichte in einer verfremdeten Version, wobei Ali Baba ein Händler und Mardschana dessen Tochter ist.

### Bezüge in anderen Werken
- 2017: In Once Upon a Time – Es war einmal … (Staffel 6, Episode 5) fragt Aladdin die Prinzessin Jasmin, ob diese Ali Baba gelesen habe und öffnet die Wunderhöhle mit 'Sesam, öffne dich!'

## Ausgaben
- Johann Heinrich Voß: Ali Baba und die vierzig Räuber – Erzählungen aus Tausend und eine Nacht, C.H. Beck, München 2012 (1782–1785, aus dem Französischen nach der Galland-Übersetzung), S. 247–291.
- Max Habicht: Tausend und eine Nacht – Arabische Erzählungen, F.W. Hendel Verlag, Leipzig 1926 (Erstausgabe 1825–1838, Breslauer Edition und Tunesische Handschrift), Band 6, S. 159–211.
- Gustav Weil: Tausend und eine Nacht – Arabische Erzählungen, Karl Müller Verlag, Erlangen 1984 (Erstausgabe 1839, Bulaq-I-Edition und Breslauer Edition), Band 3, S. 193–221.
- Richard Francis Burton: Arabian Nights, Band 13 (Supplemental Nights to the Stories of One Thousand and One Nights with Notes, Band 3), 1900, S. 219–246.
- Enno Littmann: Die Erzählungen aus den tausendundein Nächten, Insel Verlag, Frankfurt 1968 (Erstausgabe 1922–1928, Kalkutta-II-Edition), Band 2, S. 791–859.
- Joseph-Charles Mardrus: The Book of the Thousand Nights and One Night, 1989, 4 Bände, Band 4, S. 100–123.